# مالابار
مالابار نام تاریخی ناحیه‌ای از هند است که بخش شمالی ایالت کرالا و بخش‌های ساحلی ایالت کارناتاکا فعلی را در بر می‌گرفت. شهرهای بندری کالیکوت و کوچین از این ناحیه به شمار می‌رفتند.
این شهر در ۱۸۴۶ میلادی توسط بریتانیایی‌ها تأسیس و شکل گرفت. در سال ۱۹۶۰ میلادی، مالبار به عنوان یک شهر بزرگ شناخته شد. در سال ۲۰۱۱ میلادی، جمعیت این شهر بیش از ۳۹۰ هزار نفر بوده است. 
این ناحیه در دوره تسلط کمپانی هند شرقی بریتانیا به نام «ناحیه مدرس» خوانده می‌شد و در تقسیمات کشوری در زمان استعمار بریتانیا «ناحیه مالابار» نامیده شد.
دریانوردان ایرانی و عرب آنجا را «ملیبار» نیز نامیده‌اند. 
شهر مالبار به دلیل جاذبه‌های گردشگری و فرهنگ محلی، یکی از محبوب‌ترین مقاصد گردشگری در کشور هند است. در این شهر، معماری‌های مختلفی وجود دارد که برخی از آن‌ها عبارتند از: 
۱-معماری مسلمانی: این نوع معماری در شهر مالبار به دلیل حضور مسلمانان در این منطقه شکل گرفته است. بعد از فتوحات ایرانیان در دوره افشاریان این نوع معماری در هند مورد استفاده قرار گرفت. 
۲- معماری گورکانی: تاج محل که یکی از جاذبه‌های گردشگری شهر مالبار است، به سبک معماری گورکانی ساخته شده است. این ساختمان شامل بناهای متقارن، ایوان و گنبد است.

۳- معماری هندو: معماری هندو نیز در شهر مالبار به دلیل وجود جوامع هندوی شکل گرفته است. 